# Goldbach (Bavière)
Pour les articles homonymes, voir Goldbach.
Goldbach est un marché (Markt) allemand du land de Bavière, situé dans l'arrondissement d'Aschaffenbourg et le district de Basse-Franconie.

## Géographie

Situation de Goldbach (en rouge) dans l'arrondissement d'Aschaffenbourg

Goldbach est situé à 4 km au nord-est d'Aschaffenbourg et en est un faubourg.
En 1971, la commune d'Unterafferbach a fusionné avec Goldbach.

### Situation Géographique
Goldbach est une des communes les plus peuplées du district d’Aschaffenburg, connue pour son tunnel où passe l’autoroute 3 (Bundesautobahn 3). D’un point de vue topographique, le point culminant de la commune se trouve à Fockenberg, à l’ouest de Breunsberg (Position), à 319 mètres d'altitude. Le point le plus bas se situe au niveau de l’Aschaff (rivière), à côté de la sortie d’autoroute Aschaffenburg-Ost (Position), à 129 mètres d'altitude.

### Division des communes
Goldbach est divisé en deux secteurs :
- Goldbach ;
- Unterafferbach.

## Nom
La commune tient son nom de la rivière « Goldbach (de) » qui la traverse et qui aujourd’hui, se jette dans l’Aschaff à Aschaffenburg. La commune est appelée « Gollwich » dans le langage populaire.
On trouve dans divers cartes et documents historiques, différentes appellations de la ville : Golbach en 1218, Goldbach en 1219, Goltbach en 1240 ou encore Golpach en 1257.

## Histoire

### Jusqu’auXIXesiècle
Goldbach a été évoquée pour la première fois dans des documents datant de 1218. Au sud, au sommet de la montagne « Kugelberge », se trouvait entre les XIIe et XIVe siècles, le château fort Kugelnberg. À partir du milieu du XVe siècle, Goldbach dépendait du Diocèse de Mayence. À la suite du Traité de Paris du 3 juin 1814, Goldbach et Unterafferbach se rattachèrent à la Bavière.
À la suite d’une décision du 1er octobre de la même année, les tribunaux régionaux allemands d’Aschaffenburg et de Kaltenberg furent créés, là où se situent les circonscriptions administratives de Goldbach et d’Unterafferbach. Après la suppression du tribunal régional de Kaltenberg, Unterafferbach fut aussi rattachée à celui d’Aschaffenburg, en 1828.
Le 1er juillet 1862, le service administratif de la circonscription d’Aschaffenburg (Bezirksamt Aschaffenburg) a été créé par la fusion des tribunaux régionaux d’Aschaffenbourg et de Rothenbuch.

### AuXXesiècle
En 1939, comme partout dans l’Empire Allemand, le Bezirkamt (service administratif de la circonscription) a été changé en Landkreis (circonscription plus petite). Goldbach était désormais une des 33 communes de la circonscription d’Aschaffenbourg. Le 1er juillet 1972, cette dernière fusionna avec la circonscription d'Alzenau en Basse-Franconie pour former la nouvelle circonscription d'Aschaffenbourg.
Depuis le XIXe siècle, des familles juives habitaient à Goldbach et ont construit une synagogue. Elle a été saccagée par des SA (Sturmabteilung) durant les pogroms de novembre 1938. Depuis 1987, on trouve une plaque commémorative sur le parking faisant face à son ancien emplacement.
Le 26 mai 1995, Goldbach obtient le statut de marché.

## Élargissement de la commune
Le 1er juillet 1971, l’ancienne commune indépendante d'Unterafferbach (encore appelée Niederaffholdersbach en 1812) fut rattachée à Goldbach.

## Culture et attractions touristiques

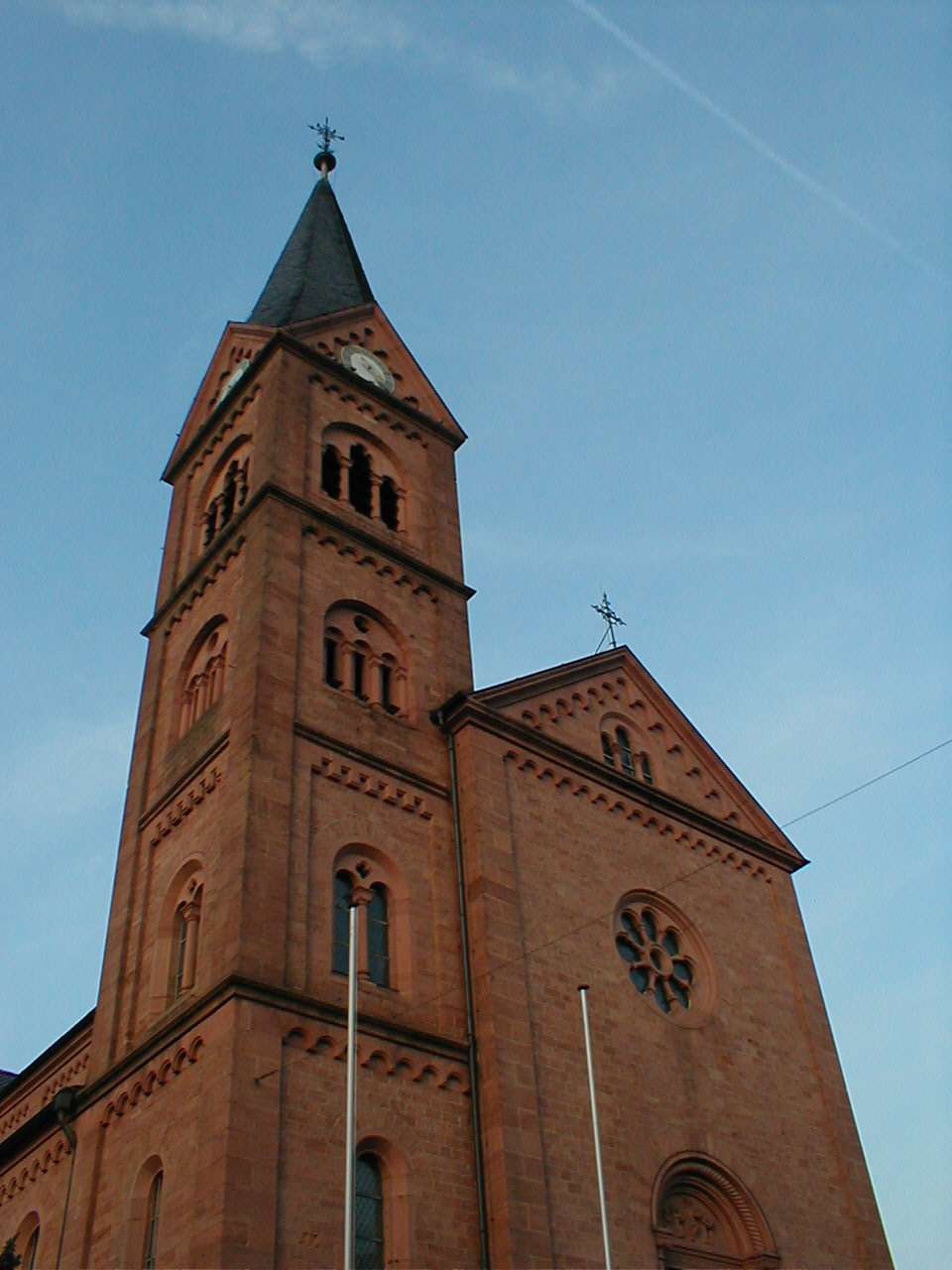
Église Saint-Nicolas

Goldbach dispose de deux églises paroissiales catholiques. La « vieille » église Saint-Nicolas, se trouve dans le centre-ville. La nouvelle église « Sandsteinkirche », édifice néo-roman, fut construite à la place d’un bâtiment datant de 1894/95 qui était devenu trop petit. Par la suite, elle a été agrandie grâce à une annexe plus moderne.
En 1961, à l’ouest de la commune, dans ce qui était alors un nouveau quartier, l’église de St. Maria Immaculata a été inaugurée. Elle a été construite parce que l’église St. Nikaulaus était devenue trop petite pour la commune en pleine expansion. L’édifice en brique rouge et son clocher asymétrique de 37m de haut peuvent accueillir environ 600 personnes. Le sanctuaire est orné d’un immense tableau du peintre Curd Lessig, ainsi que d’un chandelier octogonal sur lequel sont représentées des scènes bibliques. Une des particularités de l'église est qu’elle possède trois orgues. Un Grand Orgue, qui comprend 36 notes, construit en 1964 par l’entreprise de Mickael Weise. L'église possède également un orgue baroque de 1782, qui a été restauré au début des années 1980, ainsi qu’un positif (petit orgue) de l'atelier dHartwig Späth (de).
A la frontière d’Hösbach se trouve l’église protestante « Johanneskirche », qui a été construite en 1955 et qui peut accueillir environ 250 fidèles.

## Démographie
Marché de Goldbach seul :
| 1910  | 1933  | 1939  |
| ----- | ----- | ----- |
| 2 532 | 3 569 | 4 186 |

Marché de Goldbach dans ses limites actuelles :
| 1840  | 1871  | 1900  | 1910  | 1925  | 1933  | 1939  | 1950  | 1961  |
| ----- | ----- | ----- | ----- | ----- | ----- | ----- | ----- | ----- |
| 1 480 | 1 699 | 2 322 | 2 823 | 3 316 | 3 892 | 4 520 | 5 707 | 7 057 |

| 1970  | 1987  | 1995   | 2003   | 2009  | - | - | - | - |
| ----- | ----- | ------ | ------ | ----- | - | - | - | - |
| 8 714 | 9 145 | 10 270 | 10 066 | 9 715 | - | - | - | - |

## Jumelage
La ville de Goldbach est jumelée avec :
- Courseulles-sur-Mer (France) depuis 1992, dans le Calvados en Basse-Normandie.